# Marschmusik

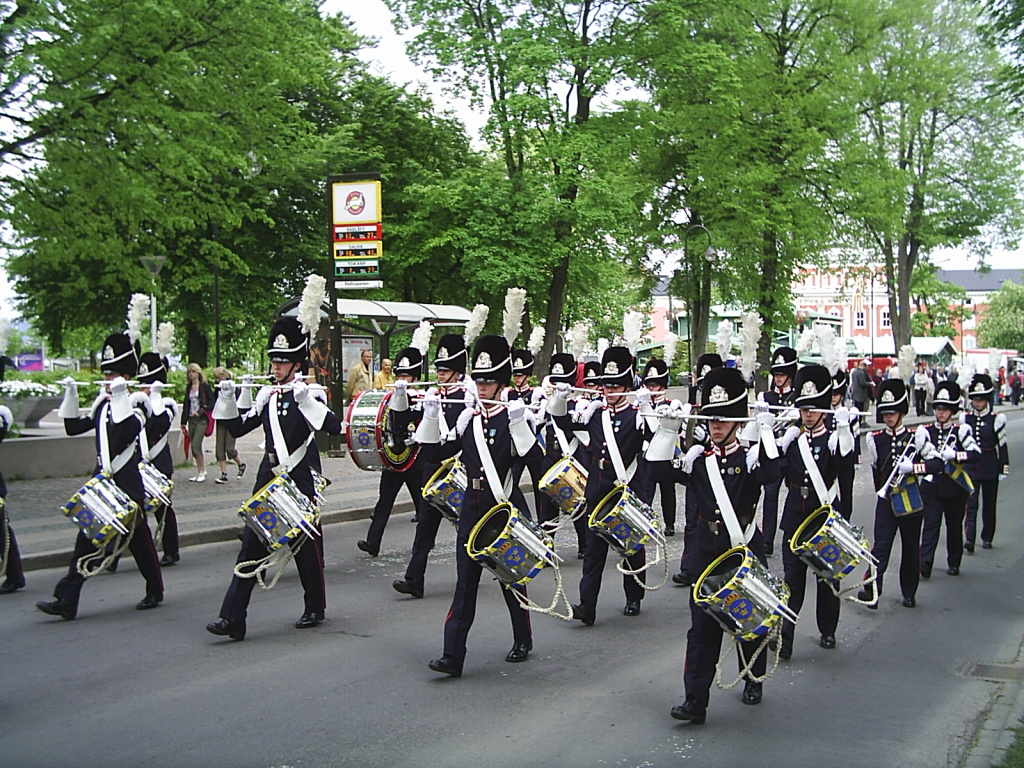
Den numera nedlagda Arméns trumkår i Jönköping 2005 under Svensk Blåsmusikfestival

Marsch som musikterm är dels en genre, dels benämning på ett stycke i denna genre. Marschmusik komponeras i regel i 2/4-, 2/2-, 4/4-, 6/8- eller 6/4-takt, har tydlig rytmik och stadig baslinje, och passar mer eller mindre bra att 
marschera till. Marschmusik är mycket förknippad med militärmusik, kampsånger och patriotisk musik, men förekommer även i religiös musik (till exempel i Frälsningsarmén), i operor, baletter, schlager och annan populärmusik, spelmansmusik (där en ledigare variant är gånglåten), m.m.

## Funktion och typer
Marschens främsta och ursprungliga funktion har varit att ledsaga militär trupp under taktfast förflyttning (marsch). Marscher går därför ofta i ett tempo som passar för detta ändamål, ca 112–120 slag per minut. Vid vissa typer av ceremoniell marsch, eller vid andra processioner, militära eller civila, kan marscher med annan karaktär och i andra tempon passa, såsom paradmarsch, bröllopsmarsch, festmarsch, begravningsmarsch eller sorgmarsch. De nämnda marschtyperna går i regel långsammare än 112–120 slag per minut. En marschtyp som går snabbare, men har ett mer eller mindre parodiskt eller skämtsamt syfte, är cirkusmarschen. Minsta gemensamma nämnare för alla dessa marschtyper är den fasta rytmen.
Typer av marscher:
- Paradmarsch
- Förbandsmarsch
- Defileringsmarsch
- Festmarsch
- Sorgmarsch
- Bröllopsmarsch

## Marschmusik för musikkår
På grund av genrens militära ursprung finns en mycket stor mängd stycken komponerade för musikkår. De idag mest spelade marscherna i Sverige är skrivna under 1900-talet och andra halvan av 1800-talet, främst av svenska och tyskspråkiga tonsättare.[källa behövs] Kompositionerna har i regel en ganska fast form, med teman i 16- eller 32-taktersperioder, en eller flera repristagningar, ett melodiskt mittenparti kallat trio (vanligen inlett med tonartsbyte till den ursprungliga subdominanten), samt ett avslutande starkt grandioso-parti. Speltiden för dessa marscher brukar ligga på mellan två och fem minuter. Det är vanligt att dessa musikstycken framförs under parader medan musikkåren går i takt.

## Marschmusik för andra besättningar
Marscher förekommer som inslag i musikdramatiska verk såsom operor (till exempel arian Non più andrai farfallone amoroso ["Säg farväl lilla fjäril till nöjen"] i Figaros bröllop av W. A. Mozart) och baletter, i symfonier (till exempel Marche au supplice [Marsch till avrättningsplatsen] ur Symphonie fantastique av Hector Berlioz), eller som fristående stycken för symfoniorkester (till exempel Slavisk marsch av Pjotr Tjajkovskij), för piano (till exempel Marches militaires av Franz Schubert), m.m. 
Dessutom kan visor, schlager, kupletter m.m. ibland ha marschkaraktär. Bland visor kan nämnas gånglåten Vi gå över daggstänkta berg och dryckesvisan Helan går. Från schlager och estrad kan nämnas Ulla Billquists Öppna ditt fönster och Ernst Rolfs Rolfs nyårshälsning, vilka båda är typiska marscher, även om man kanske inte tänker på dem så.

## Kända marschkompositörer och några av deras verk

### Amerikanska
- John Philip Sousa (1854 - 1932)
  - Stars and Stripes Forever
  - Washington Post
  - Liberty Bell
  - El Capitan
  - High School Cadets - F 20:s marsch
  - Semper Fidelis
  - King Cotton

### Brittiska
- Kenneth J. Alford (1881 - 1945)
  - Voice of the Guns
  - Colonel Bogey (Tema till filmen Bron över floden Kwai.)
  - Army of the Nile
  - On the Quarterdeck
  - The Thin Red Line
  - The Middy
  - The Standard of Saint George
- Sir Walford Davies (1869-1941)
  - Royal Air Force March Past
- Eric Coates (1886 - 1957)
  - The Dambusters marsch (Tema till filmen The Dam Busters.)
- Dr William Boyce (1711-1779)
  - Heart of Oak

### Finländska
- Artturi Rope (1903-1976)
  - "Hakakomppania"
  - "Kaartin muistoja"
  - "Marskalkan hopeatorvet"
  - "Finska rytteriets marsch"
  - "Björneborgarnas marsch"

### Italienska
- Giuseppe Verdi
  - Triumfmarschen ur Aida

### Spanska
- Jaime Teixidor
  - Amparito Roca marsch
- Geronimo Gimenez
  - Los Voluntarios marsch
- Roman de San Jose
  - El Turuta marsch

### Svenska
- Helge Damberg (1885 - 1961)
  - Hemvärnets marsch
  - Svensk flygarmarsch - Flygvapnets defileringsmarsch

- Åke Dohlin (1921 - 1997)
  - Kustartilleriets paradmarsch
  - Kustflottans marsch

- Sam Rydberg (1885 - 1956)
  - Flottans sjömansskolors marsch - Karlskrona örlogsskolors marsch felaktigt kallad Avanti per Patria
  - För fosterlandet - Amfibiestridsskolans marsch, fd Kustartilleriets stridsskolas marsch
  - Gardeskamrater - Andra kustartilleribrigadens marsch, f.d. KA 1:s marsch
  - I beredskap - Göteborgs marinbrigads marsch, f.d. KA 4:s marsch
  - I fält - Västra arméfördelningens marsch
  - På post för Sverige - Öresunds marindistrikts marsch
  - På vakt - Svea ingenjörkårs marsch

- Viktor Widqvist (1881 - 1952)
  - Chefsmarsch - Sydkustens marinkommandos marsch
  - Fladdrande fanor - Ubåtsvapnets marsch
  - Norrlandsfärger - Norra militärområdets marsch
  - Under blågul fana - Försvarsmaktens marsch

### Tjeckiska
- Julius Fučík (1872 - 1916)
  - Das Siegesschwert
  - Die Regimentskinder
  - Florentinermarsch
  - Furchtlos und treu
  - Einzug der Gladiatoren (Gladiatorernas intåg)
  - Schneidig vor
  - Semper Avanti
  - Triglav Marsch

### Tyska
- Hermann Ludwig Blankenburg (1876 - 1956)
  - Adlerflug
  - Abschied der Gladiatoren (Gladiatorenas uttåg)

- Carl Latann (1840 - 1888)
  - Admiral Stosch

- Friedrich Lübbert (1818 - 1892)
  - Helenenmarsch
- Kurt Noack (1895 - 1945)
  - Heinzelmännchens Wachtparade (Tomtarnas vaktparad)

- Gottfried Piefke (1815-1884)
  - Der Königgrätzer
  - Pochhamer-Marsch
  - Preussens Gloria
  - Siegesmarsch

- Rudolf Piefke (1835 - 1900)
  - Fehmarn-Sund-Marsch

- Carl Teike (1864 - 1922)
  - Alte Kameraden
  - In Treue fest
  - Graf Zeppelin

- Ernst Urbach (1872 - 1927)
  - Reginamarsch
  - Per Aspera ad Astra

### Ungerska
- Franz Liszt (1811 - 1886)
  - Rákóczi-marsch även kallad Ungersk marsch uppkallad efter Furst Rákóczi (se Ungerns historia#Ockupation och tredelning av riket)

### Österrikiska
- Wolfgang Amadeus Mozart (1756 - 1791)
  - Marsch ur Idomeneo Finns med i filmen Barry Lyndon

- Franz Schubert (1797 - 1828)
  - Marche Militaire No 1 Ingår bl.a. i filmen I jultomtens verkstad

- Johann Strauss d.ä. (1804 - 1849)
  - Radetzkymarsch

- Josef Franz Wagner (1856 - 1908)
  - Unter dem Doppeladler (Under dubbelörnen)

### Övriga
- Johannes Hanssen (1874 - 1967)
  - Valdres marsj

### Bröllopsmarscher
- Felix Mendelssohn
  - Bröllopsmarschen ur En midsommarnattsdröm

- August Söderman
  - Bröllopsmarsch - ur Bröllopet på Ulfåsa
  - Bröllopsmarsch - ur Ett Bondbröllop

- Richard Wagner
  - Brudkören ur Lohengrin